# 杨俊 (三国)
楊俊（2世紀—222年），字季才，河內獲嘉人。東漢末及三國時曹魏官員。

## 生平
楊俊受學於邊讓，邊讓對他十分欣賞和器重。後來戰事開始，楊俊認為河內必定會成為戰場，於是帶老弱及同行百餘家到洛陽、密縣的山野間避戰。後來轉到并州避戰。
建安十一年梁習領并州刺史後，向曹操推薦楊俊等名士，曹操先後任命楊俊為曲梁縣長、丞相掾屬、安陵令、南陽太守等職，又舉楊俊茂才，在職期間宣揚道德教化，又建立學校，人人都稱讚他。後來又轉任征南將軍軍師。曹操稱魏公，建立魏國後遷中尉。建安二十四年（219年），魏諷趁曹操出征而在鄴城謀反，楊俊因而彈劾自己，向東漢太子告辭，但他不欲楊俊離開，只貶他為平原太守，由徐奕接替中尉之職。後來曹丕代漢稱帝，楊俊再任南陽太守。此時散騎常侍王象向曹丕推薦楊俊，但楊俊沒有得到重用。
起初，曹操還未決定繼任人，而楊俊與曹植交好，曹操詢問楊俊意見時，楊俊雖然稱曹丕和曹植都各有所長，不相伯仲，但還是稱頌曹植。言論被曹丕知道後，曹丕經常因而怨恨楊俊。黃初三年（222年），曹丕車駕駕臨宛城，以城中不繁盛為由大怒，將時任南陽太守的楊俊收監。即使尚書僕射司馬懿、散騎常侍王象和荀緯都為楊俊說情，叩頭叩至流血，但曹丕十分堅定，不饒恕楊俊，楊俊知道後說：「吾知罪矣。」於是自殺。人們都為他的下場感到痛心。

## 性格特徵
- 楊俊避地京、密山間時，賑濟貪困，與他們分享物資，而知道宗族有數個人被擄去作奴僕，楊俊都盡力贖回他們。在并州時，見為奴僕的孤兒王象因為牧羊時分心閱讀而被打，因而欣賞他，還為他娶妻置屋後才與他分別。
- 楊俊有知人鑑人之力，司馬懿年輕時與楊俊相遇，楊俊即說：「此非常之人也。」另外又稱司馬芝能力應較當時已有名聲的司馬朗優勝。同郡人審固和陳留人衛恂本來都是兵士出身，但得到楊俊賞識和提拔，審固歷任郡守，衛恂任御史、縣令。

## 後代

### 孫兒
- 楊覽，官至汝陰太守。
- 楊猗，官至尚書。
- 杨氏，嫁司马泰。

### 曾孫
- 楊沈，散騎常侍。

## 延伸阅读
[在维基数据编辑]
 《三國志/卷23》，出自陳壽《三國志》